# ناردن
ناردن (به هلندی: Naarden) یک شهر در هلند است که در هلند شمالی واقع شده‌است.

## خصوصیات
ناردن ۳ متر بالاتر از سطح دریا واقع شده‌است.

## خواهرخوانده
شهر Uherský Brod خواهرخواندهٔ ناردن هست.

## نگارخانه

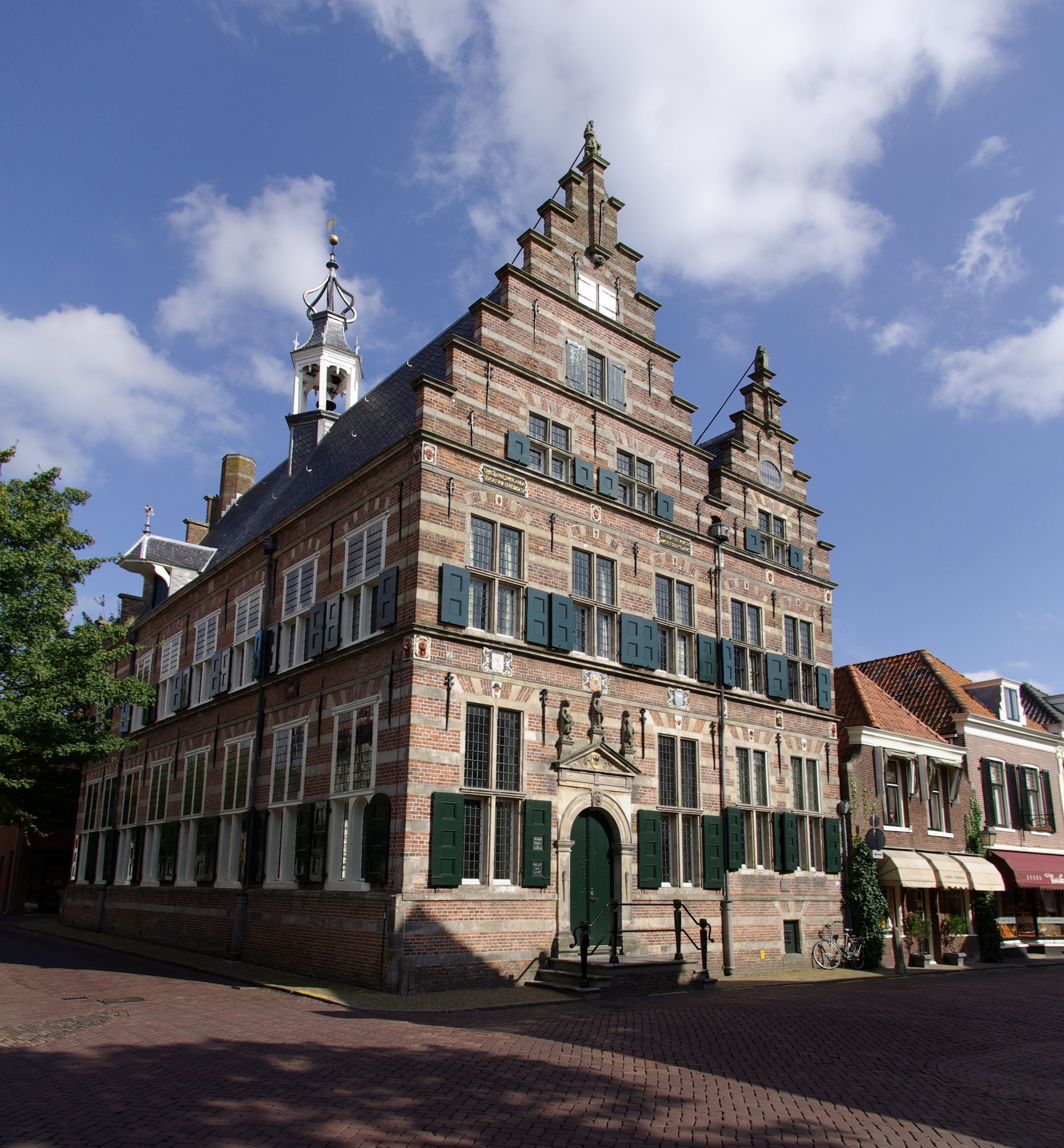
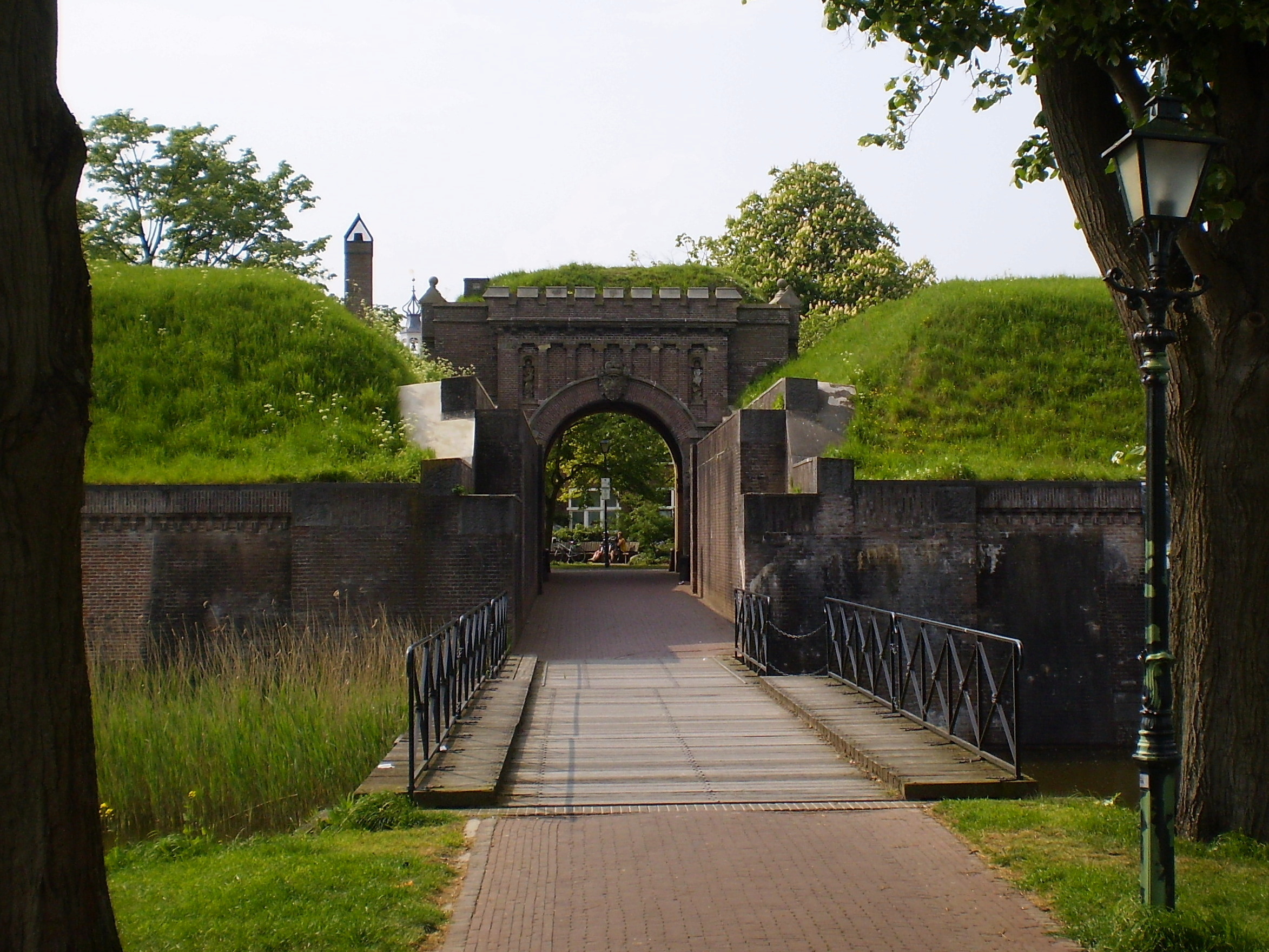